# Савицький Валентин Вікторович
Валентин Вікторович Савицький (народився 14 квітня 1949, с. Федорівка, Житомирська область, УРСР) — український політик, Заслужений економіст України, Народний депутат України. Кандидат економічних наук (1983).

## Біографія
Народився 14 квітня 1949 року у с. Федорівка Новоград-Волинського району Житомирської області.
У 1972 році закінчив торговий факультет Київського торговельно-економічного інституту (КТЕІ). У 1972–1973 роках служив в армії, у 1974–1979 роках працював заступником директора Дарницького райастрономторгу м. Києва, у 1979–1984 роках — заступником начальника, начальником робітничого постачання Головрічфлоту УРСР.
У 1983 році в КТЕІ захистив дисертацію на здобуття наукового ступеня кандидата економічних наук. У 1984–1990 роках працював на Байкал-Амурській магістралі. У 1990–1992 роках обіймав посаду генерального директора «Укргеолторгу» Міністерства геології України. У 1998–2000 роках — радник міністра, заступник керуючого справами Міністерства економіки України, президент Державної компанії «Укртарапереробка». З червня 2000 року — державний службовець 4-го рангу.
З 2001 року — керівник Головного контрольного-ревізійного управління Адміністрації Президента України. З 2002 року — член Спеціальної контрольної комісії з питань приватизації, член Комітету з питань паливно-енергетичного комплексу, ядерної політики та ядерної безпеки. З квітня 2002 року Народний депутат України 4 скликання, самовисування. У листопаді 2003 року вийшов з фракції «Європейський вибір».
З 15 червня 2004 року — у складі фракції Народної аграрної партії України.
Член наглядової ради КНТЕУ, президент громадської організації «Асоціація випускників КНТЕУ», з 2002 року — президент Федерації бейсболу та софтболу України, член Національного олімпійського комітету України.
Одружений, має двох синів, Валентина та Артема.

## Нагороди і відзнаки
Присвоєно почесне звання «Заслужений економіст України».